# Пушене
Пушенето е специфично човешко действие, при което някаква субстанция, най-често тютюн, се изгаря и димът се вдишва.
В процеса на горене се освобождават активните съставки на наркотични вещества като например никотин и става възможна абсорбацията им от белите дробове. Най-разпространено е пушенето на цигари – фабрично произведени, или ръчно свити с тютюн и тънки листчета хартия („листчета за цигари“, „цигарени книжки“). Други, не толкова популярни, варианти са: пушене на пури, с лула, наргиле или бонг.
Тютюнопушенето е най-разпространената форма на пушене и се практикува от над един милиард хора по света. По-рядко използвани наркотични субстанции за пушене са канабисът и опиумът. Повечето наркотици, приемани посредством пушене, водят до пристрастяване и зависимост. Някои от тях са определяни като „твърди наркотици“, например хероин и крек кокаин, но употребата на тези вещества е характерна за малко социални групи.
Историята на пушенето може да се проследи назад до 5000 пр.н.е. Има сведения за практикуването му в много различни култури по света. Тютюнът е култивиран и използван за пушене в Америка поне от 5000 години. Началото се свързва с Централна Америка – онези части от Андите, които днес са част от Перу и Еквадор. Пушенето на канабис в Индия се е практикувало повече от 4000 години. В началото пушенето се развива като част от някои религиозни церемонии. След завладяването на Америка от европейците, тютюнопушенето се разпространява по цял свят като форма на развлечение.
Отношението към пушенето е варирало през годините в различните части на света. Приемано е и като изтънчено, и като вулгарно занимание, и като възвишена, и като греховна практика. Най-вече в развитите общества, пушенето се възприема в определено негативна светлина. Доказаните опасности за здравето, които крие пушенето, провокират вземането на редица мерки: забрана на рекламирането на цигари, кампании насочени срещу тютюнопушенето, ограничения на пушенето на обществени места и др.